# Сьоме небо (фільм, 1971)
Сьоме небо (рос. Седьмое небо) — радянський художній фільм, знятий на кіностудії «Мосфільм» у 1971 році.

## Сюжет
Москвичка Ксана Георгіївна зустрічається зі своїм начальником. До нього в гості приїжджає давній знайомий, але начальник не хоче бачитися з ним, і просить Ксану Георгіївну зустріти його. Іван Мазаєв, шахтопрохідник, з першого погляду закохується в неї, і запрошує в знаменитий ресторан «Сьоме небо». Після цієї зустрічі Ксана шкодує, що відмовила йому в його проханні, і їде за ним у південне місто, де дуже швидко розвиваються цікаві події…

## У ролях
- Микола Рибников — Іван Сергійович Мазаєв
- Алла Ларіонова — Ксана Георгіївна
- Олег Жаков — Віктор Леопольдович
- Леонід Куравльов — Євсєєв
- Олеся Іванова — дружина начальника
- Рита Гладунко — Ганна Іванівна Конопльова
- Ольга Сошникова — Валя
- Станіслав Бородокін — Володя Татенко
- Микола Граббе — Горошко
- Нуржуман Іхтимбаєв — Хакім
- Микола Сморчков — Микола Лопухов

## Знімальна група
- Режисер-постановник:  Едуард Бочаров
- Сценаристи: Анатолій Галієв, Михайло Маклярський, Едуард Бочаров
- Художник-постановник: Ірина Шретер
- Оператор-постановник: Тимофій Лебешев
- Композитор:  Андрій Ешпай
- Пісню рос. „Сто дождей пройдёт, сто снегов“ виконує Алла Йошпе